# Come Fly with Me
| 전문가 평가                   | 전문가 평가 |
| 평가 점수                     | 평가 점수   |
| 출처                          | 점수        |
| ----------------------------- | ----------- |
| Allmusic                      | [ 1 ]       |
| Encyclopedia of Popular Music | [ 2 ]       |

《Come Fly with Me》는 1958년에 발매된 미국의 가수 프랭크 시나트라의 열네 번째 스튜디오 음반이다.

## 배경
시나트라가 빌리 메이와 처음으로 합작한 《Come Fly with Me》는 전 세계를 순회하는 음악 투어로 기획되었다. 새미 칸과 지미 반 휴센은 시나트라의 요청으로 타이틀곡을 썼다.
메이는 시나트라를 위해 다른 두 개의 캐피틀 레코드 음반인 《Come Dance with Me!》 (1958년)와 《Come Swing with Me!》 (1961년)를 준비했다.
이 음반은 발매 2주 만에 빌보드 200 차트 1위에 올랐고, 5주 동안 1위를 유지했다. 첫 그래미 어워드에서 《Come Fly with Me》는 그래미 어워드 올해의 앨범 후보에 올랐으며, 2004년 그래미 명예의 전당에 헌액되었다.
《Come Fly with Me》는 1958년 당시 캐피틀 레코드의 표준 관행인 모노럴로만 레코드 가게에 발매되었다. 이 레이블은 마침내 1961년 스테레오 버전을 발매했다.

## 곡 목록
| #  | 제목                        | 작사·작곡                      | 재생 시간 |
| -- | --------------------------- | ------------------------------ | --------- |
| 1. | 〈Come Fly with Me〉        | 새미 칸, 지미 반 휴센          | 3:19      |
| 2. | 〈Around the World〉        | 빅터 영, 해럴드 애덤슨         | 3:20      |
| 3. | 〈Isle of Capri〉           | 빌헬름 그로스, 지미 케네디     | 2:29      |
| 4. | 〈Moonlight in Vermont〉    | 칼 수에스도르프, 존 블랙번     | 3:32      |
| 5. | 〈Autumn in New York〉      | 버논 듀크                      | 4:37      |
| 6. | 〈On the Road to Mandalay〉 | 올리 스피크스, 러디어드 키플링 | 3:28      |

| #  | 제목                           | 작사·작곡              | 재생 시간 |
| -- | ------------------------------ | ---------------------- | --------- |
| 1. | 〈Let's Get Away from It All〉 | 맷 데니스, 톰 아데어   | 2:11      |
| 2. | 〈April in Paris〉             | 듀크, 입 하버그        | 2:50      |
| 3. | 〈London by Night〉            | 캐롤 코츠              | 3:30      |
| 4. | 〈Brasil〉                     | 아리 바호주, 밥 러셀   | 2:55      |
| 5. | 〈Blue Hawaii〉                | 레오 로빈, 랄프 레인저 | 2:44      |
| 6. | 〈It's Nice to Go Trav'ling〉  | 칸, 반 휴센            | 3:52      |